# Zaqatala (district)
Zaqatala (ook geschreven als Zagatala) is een district in Azerbeidzjan.
Zaqatala telt 121.300 inwoners (01-01-2012) op een oppervlakte van 1348 km²; de bevolkingsdichtheid is 90 inwoners per km².

## Bevolking

#### Bevolkingsontwikkeling
Volgens de Sovjetvolkstelling van 1959 leefden er 47.776 mensen in het district Zaqatala. Dit aantal is de afgelopen jaren flink gegroeid en bedraagt officieel 118.228 inwoners in 2009.
| aantal inwoners in Zaqatala | 47.776 | 69.270 | 79.504 | 92.614 | 107.240 | 118.228 |

In 2014 telt het district Zaqatala naar schatting inmiddels zo'n 123.400 inwoners. 

#### Etniciteit
Volgens de volkstelling van 2009 telt het district Zaqatala 118.228 inwoners, waaronder 80.476 etnische Azerbeidzjanen (~68%).
De Avaren vormen met 25.578 mensen (~22%) de grootste minderheid in het district Zaqatala. Meer dan de helft van alle Avaren in Azerbeidzjan leeft in district Zaqatala; de rest leeft in district Balakən.
Verder woont er ook een significante gemeenschap van Tsachoeriërs (11.203 personen, ofwel circa 10% van de totale bevolking). Meer dan negentig procent van alle Tsachoeriërs in Azerbeidzjan woont in district Zaqatala; de rest woont in district Qax.